# Max Purcell
Max Purcell (n. 3 aprilie 1998, Sydney, Noul Wales de Sud, Australia) este un tenismen profesionist australian. Cea mai bună clasare a sa la simplu este locul 40 mondial, în octombrie 2023, și la dublu locul 18 mondial, în august 2024. 
La dublu, el a câștigat primul său titlu de Grand Slam la Wimbledon 2022, alături de Matthew Ebden și al doilea titlu la US Open 2024 alături de Jordan Thompson. Împreună cu Ebden a fost finalist la Australian Open 2022 și împreună cu Luke Saville a ajuns în finală la Australian Open 2020. La dublu mixt, Purcell a ajuns în semifinale la US Open 2021 cu Daiana Iastremska. El a reprezentat Australia în ambele discipline la Jocurile Olimpice din 2020, fiind partener cu John Peers la dublu.